# Moondance
"Moondance" je popularna pjesma koju je napisao sjeverno irski kantautor Van Morrison. "Moondance" je također i naziv njegovog vrlo uspješnog, trećeg po redu, studijskog albuma izdanog 1970. godine. 

## Single
Singl Moondance izdan je tek 1977. godine, sedam i pol godina nakon objavljivanja albuma. Odmah po objavljivanju osvojio je 92. mjesto na Billboardovoj ljestvici Hot 100.

"Moondance" je pjesma koju Van Morrison najčešće izvodi na koncertima, te je jedina pjesma koja je na njegovim koncertima izvedena više od tisuću puta.

## Album "Moondance" - popis pjesama
Sve je pjesme napisao i skladao Van Morrison. 

Strana 1	
Br.	Naslov - Trajanje 	
1. "And It Stoned Me" - 4:30
2. "Moondance" - 4:35
3. "Crazy Love" - 2:34
4. "Caravan" - 4:57
5. "Into the Mystic" - 3:25

Strana 2	
Br.	Naslov - Trajanje	
1. "Come Running" - 2:30
2. "These Dreams of You" - 3:50
3. "Brand New Day" - 5:09
4. "Everyone" - 3:31
5. "Glad Tidings" - 3:42